# Манојло Раул
Манојло Раул (Грчки: Μανουήλ Ῥαούλ or Ῥάλης, 1355 - 1369) био је византијски званичник познат по својој преживелој преписци са значајним византијским личностима свог времена.
Члан млађег огранка ариИстократске породице Раул, Манојло је рођен вероватно у Мистри, али је одрастао и школовао се у Солуну. Затим је служио као чиновник (грамматикос) у управи Деспотовине Мореје под деспотом Манојлом Кантакузином, све док га слаб вид није приморао да поднесе оставку око. 1362. Имао је сина по имену Нићифор.
Сачувано је дванаест његових писама, од којих су три упућена цару Јовану VI Кантакузину, а остала другим званичницима, литератима и игуману. Према Оксфордском речнику Византије, „[већина] писама је прилично конвенционална по теми, али она пружају неке просопографске податке и занимљиве детаље свакодневног живота на Пелопонезу 14. века, укључујући кугу из 1361– 62, хватање пријатеља од стране разбојника, и пад са коња због којег је постао хром што га је спречило да се поклони цару“.